# Frontera entre Tanzania y la República Democrática del Congo
La frontera entre la República Democrática del Congo y Tanzania es el lindero internacional continuo de 459 kilómetros de longitud que separa a la República Democrática del Congo de Tanzania en África Oriental.

## Descripción
La frontera está ubicada íntegramente sobre el lago Tanganica. Inicia sobre el lago Tanganica, por un punto triple con las fronteras Tanzania-Zambia y República Democrática del Congo-Zambia. Toma la dirección del norte-noroeste, después al norte. Se detiene a 50 kilómetros al norte-noroeste de Kigoma, en la triple frontera entre ambos estados y Burundi.